# Mignanego
Mignanego (en ligur Mignanego) és un comune sparso italià, situat a la regió de la Ligúria i a la ciutat metropolitana de Gènova. El 2011 tenia 3.744 habitants. L'Ajuntament es troba a Ponteacqua.

## Geografia
Es troba a l'alta vall de Polcevera, al nord de Gènova. Té una superfície de 16,27 km² i a banda del nucli Ponteacqua hi ha les frazioni de Fumeri, Giovi, Montanesi i Paveto. Limita amb les comunes de Busalla, Campomorone, Fraconalto, Gènova, Savignone, Serra Riccò i Voltaggio.